# Anne-Marie Drouin-Hans
Pour les articles homonymes, voir Drouin et Hans.
Anne-Marie Drouin-Hans est une philosophe française, spécialiste de l'éducation, née le 27 février 1947 à Paris.

## Carrière
Anne-Marie Drouin-Hans enseigne la philosophie de 1972 à 1977 à l'École normale d'institutrices de Douai, puis de 1977 à 1991 au lycée polyvalent de Corbeil-Essonnes. 
Elle obtient son doctorat à l'École des hautes études en sciences sociales en 1989 avec la soutenance de sa thèse : Gestes et physionomie. Problèmes posés par la conceptualisation du geste signifiant. Seconde moitié du XIXe siècle, et une habilitation à diriger des recherches en 1997 à l'Université Paris-VIII : Gestes, signes et savoirs, approches philosophique et historique.
De 1991 à 2008, elle est maître de conférences à l'Université de Bourgogne, dans l'UFR de sciences humaines, Département des sciences de l'éducation.
Anne-Marie Drouin-Hans est membre fondateur de la SOFPHIED (Société francophone de philosophie de l’éducation) dont elle a été présidente de 2006 à 2012.

## Thèmes de recherche
Anne-Marie Drouin-Hans est l'auteur de nombreux articles et ouvrages traitant de la philosophie de l'éducation et de l'utopie.

## Principaux ouvrages

### Ouvrages académiques
- La Pédagogie, Paris, Desclée de Brouwer, (coll. « 50 mots »), 1993.
- La Communication non verbale avant la lettre, Paris, L'Harmattan (coll. « Histoire des sciences humaines »), 1995[4].
- L'Éducation, une question philosophique Paris, Anthropos (coll. « Poche éducation »), 1998[5].
- Éducation et utopies, Paris, Vrin, 2004, 286 p. (coll. « Philosophie de l'éducation »)[6],[2],[7].

### Ouvrages collectifs
- Pour une philosophie de l'éducation avec Hubert Hannoun, Dijon, CRDP de Bourgogne (collection nationale du CNDP "Documents, 1994.
- Le corps et ses discours, Paris, L'Harmattan  (coll. « Conversciences »), 1995.
- La philosophie saisie par l’éducation : actes du colloque des 18 et 19 décembre 2003, Dijon, CRDP, (coll. du CNDP « Documents, actes et rapports pour l'éducation »), 2005, 2 vol.  (ISBN 2-86621-361-0).
- Relativisme et éducation, Paris, L’Harmattan (coll. « Éducation et philosophie »), 2008.
- Philosophie de l’éducation, Itinéraires américains, Paris, L’Harmattan (coll. « La Philosophie en commun »), 2012.
- L’Émile de Rousseau. Regards d’aujourd’hui avec Michel Fabre, Denis Kambouchner, Alain Vergnioux, Paris, Hermann (Colloques de Cerisy), 2013[8].

### Essai
- Éloge de la Folie 68, Paris, L’Harmattan, 2017[9].

### Romans
- Parfum d’utopie, Paris, L’Harmattan, 2011.
- Ariane, ma mère, de quelles amours blessée..., Paris, L’Harmattan, 2018.